# Kumarahalli, Sakleshpur
Kumarahalli là một làng thuộc tehsil Sakleshpur, huyện Hassan, bang Karnataka, Ấn Độ.